# Ołeksandr Ołeś

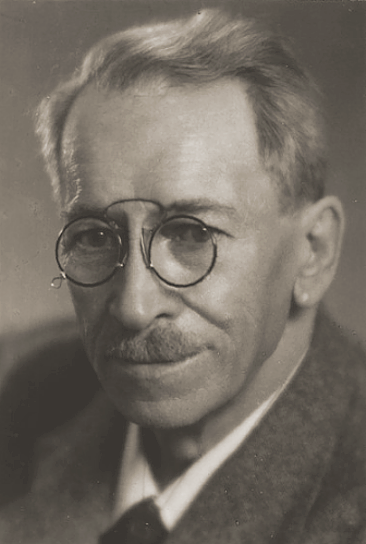
Ołeksandr Ołeś (1937)

Ołeksandr Ołeś (ukr. Олександр Олесь), właściwie Ołeksandr Kandyba (ur. 4 grudnia 1878 w miasteczku Białopole, zm. 22 lipca 1944 w Pradze) – poeta ukraiński.
Absolwent Charkowskiego Instytutu Weterynarii. Po jego zakończeniu pracował w zawodzie najpierw w Charkowie, później zaś w Kijowie. Pierwsze jego próby poetyckie przypadły na lata nauki w szkole średniej. Jego debiutancki tomik poezji „Z żurboju radist’” (З журбою радість обнялась) wyszedł jednak później – w 1907 w Petersburgu.
Lata 1905–1907 to okres niezwykle płodny w twórczym życiu poety. Pod wpływem haseł rewolucyjnych napisał wiele utworów, które oddają nastrój tamtych dni, nawołują do walki. Jednak, co trzeba podkreślić, piewcą rewolucji nie został. W latach 1907–1917 wydał pięć poetyckich zbiorków, z których cztery nie miały tytułów, były natomiast kolejno numerowane. Ocenia się, że w utworach z pierwszych dwóch przeważają nastroje zadumy, refleksji, zaś w kolejnych – zmęczenie i smutek. Ołeś nie związał się z żadną z organizacji bolszewickich. Po przewrocie bolszewickim w 1919 udał się na emigrację i pozostał na niej aż do śmierci. Od 1923 mieszkał w Czechosłowacji.
Jego wiersze były tłumaczone na wiele języków, m.in. na rosyjski, białoruski, czeski i gruziński. Kilka tłumaczeń na polski Katarzyny Kotyńskiej opublikowano w antologii „Prolog, nie epilog”. Jakiw Stepowyj skomponował muzykę do wiersza „Nie bierzcie z zielonej łąki wierzby”.
Jego synem był Ołeh Kandyba ps. „Ołeh Ołżycz”, ukraiński archeolog i działacz polityczny. Ołeksandr Ołeś zmarł wkrótce po otrzymaniu wiadomości o zamordowaniu syna przez Gestapo w KL-Sachsenhausen.